# Nationalpark Aggtelek
Der Nationalpark Aggtelek (ungarisch Aggteleki Nemzeti Park) ist ein Schutzgebiet im Komitat Borsod-Abaúj-Zemplén, Ungarn. Es wurde 1995 ausgewiesen und ist rund 56.650 Hektar groß. Der Park ist vor allem für seine Höhlen bekannt, die sich auch auf das Gebiet der Slowakei erstrecken. Die Höhlen bilden die seriellen Welterbestätte Höhlen im Aggteleker und Slowakischen Karst und sind somit Teil des UNESCO-Naturerbes. Außerdem dient der Park als Rückzugsort für Wölfe.